# IC 5092
IC 5092 је спирална галаксија у сазвјежђу Паун која се налази на листи објеката дубоког неба у Индекс каталогу.
Деклинација објекта је - 64° 27' 54" а ректасцензија 21h 16m 14,2s. Привидна величина (магнитуда) објекта IC 5092 износи 12,0 а фотографска магнитуда 12,7. Налази се на удаљености од 35,203 милиона парсека од Сунца. IC 5092 је још познат и под ознакама ESO 107-17, IRAS 21121-6440, PGC 66452.